# 더 원 (담배)
더 원(THE ONE)은 KT&G에서 생산하는 담배의 상품명이다. 2003년에 출시하였으며, 현재 네 종류의 담배를 대한민국에 팔고 있고, 한 종류의 담배를 동남아시아 등지에 팔고 있다. 최근에 국내 최저 타르 담배인 더 원 0.1을 출시하여 큰 화제가 되었다.

## 제품
2014년 현재 대한민국에는 다음 제품들이 판매되고 있다.
| 이름         | 규격 | 출시 일자       | 비고                   |
| ------------ | ---- | --------------- | ---------------------- |
| 더 원 1mg    | 83mm | 2003년 9월 22일 | 동남아시아 등지에 판매 |
| 더 원 프레쉬 | 83mm | 2003년 9월 23일 |                        |
| 더 원 0.5    | 83mm | 2006년 9월 13일 |                        |
| 더 원 체인지 | 83mm | 2014년 7월 17일 |                        |